# Colgate Series Championships 1977 - Singolare
Il singolare del torneo di tennis Colgate Series Championships 1977, facente parte del WTA Tour 1977, ha avuto come vincitrice Chris Evert che ha battuto in finale Billie Jean King con il punteggio di 6–2, 6–2.

## Tabellone

### Fase a gironi

#### Gruppo 1
| # | Vincitrice          | Avversaria          | Punteggio     |
| 1 | Dianne Fromholtz    | Chris Evert         | 7–6, 6–4      |
| 2 | Virginia Wade       | Martina Navrátilová | 7–6, 7–5      |
| 3 | Chris Evert         | Martina Navrátilová | 6-4, 6–1      |
| 4 | Chris Evert         | Virginia Wade       | 1–6, 6–4, 6–4 |
| 5 | Martina Navrátilová | Dianne Fromholtz    | 6-4, 3–6, 6–3 |
| 6 | Virginia Wade       | Dianne Fromholtz    | 7-5, 6–4      |

| # | N° | Giocatrice          | Match vittorie-sconfitte | Set vittorie-sconfitte |
| 1 |    | Chris Evert         | 2-1                      | 4-3                    |
| 2 |    | Virginia Wade       | 2-1                      | 5-2                    |
| 3 |    | Dianne Fromholtz    | 1-2                      | 3-4                    |
| 4 |    | Martina Navrátilová | 1-2                      | 2-5                    |

#### Gruppo 2
| # | Vincitrice       | Avversaria     | Punteggio     |
| 1 | Billie Jean King | Wendy Turnbull | 6-3, 6–2      |
| 2 | Kerry Reid       | Betty Stöve    | 6-2, 6–3      |
| 3 | Wendy Turnbull   | Betty Stöve    | 7–6, 6–2      |
| 4 | Billie Jean King | Kerry Reid     | 7–6, 4–6, 6–1 |
| 5 | Billie Jean King | Betty Stöve    | 6-2, 6–3      |
| 6 | Kerry Reid       | Wendy Turnbull | 6-4, 6–2      |

| # | N° | Giocatrice       | Match vittorie-sconfitte | Set vittorie-sconfitte |
| 1 |    | Billie Jean King | 3-0                      | 6-1                    |
| 2 |    | Kerry Reid       | 2-1                      | 5-2                    |
| 3 |    | Wendy Turnbull   | 1-2                      | 2-4                    |
| 4 |    | Betty Stöve      | 0-3                      | 0–6                    |

### Legenda
| - Q = Qualificato - WC = Wild card - LL = Lucky loser | - ALT = Alternate - SE = Special Exempt - PR = Protected Ranking | - w/o = Walkover - r = Ritirato - d = Squalificato |

|  | Finale           |                  |                  |   |   |  |
|  |                  |                  |                  |   |   |  |
|  | Chris Evert      | Chris Evert      | Chris Evert      | 6 | 6 |  |
|  | Billie Jean King | Billie Jean King | Billie Jean King | 2 | 2 |  |